# Микиты
Микиты (укр. Микити) — село в Подкаменской поселковой общине Золочевского района Львовской области Украины.
Население по переписи 2001 года составляло 395 человек. Занимает площадь 1,165 км². Почтовый индекс — 80654. Телефонный код — 3266.